# Domaine des Treilles
Le domaine des Treilles est à cheval sur les communes de Tourtour et Flayosc
, communes françaises situées dans le département du Var, en région française Provence-Alpes-Côte d'Azur, à 15 km au nord-ouest de Draguignan.
Il tire surtout sa renommée depuis la création de la « Fondation des Treilles », créée par Anne Gruner Schlumberger, fondation qui œuvre au développement international des sciences, des lettres et des arts.

## Présentation du site
Le Label « Patrimoine du XXe siècle » a été attribué au Domaine des Treilles (Label remplacé en 2016 par le dispositif « Architecture contemporaine remarquable ») par la Commission régionale du patrimoine et des sites du 28 novembre 2000.
Ses éléments principaux ont fait l'objet d'une inscription sur Inventaire supplémentaire des monuments historiques par arrêté du 17 juillet 2009, est situé en secteur Amh.
Sur la commune de Tourtour la superficie du sous-secteur de la zone A : « secteur Amh » (secteur Agricole Monument Historique) avoisine ainsi 90 hectares. Son périmètre de protection de 500 m recouvrant les communes de Tourtour et de Flayosc,.
Sur la commune de Flayosc, le plan d'occupation des sols (POS), document d’urbanisme antérieur, classait en zone d’urbanisation future (environ 150 hectares) le domaine des Treilles. Ce classement a été jugé inapproprié lors de l'instruction du plan local d'urbanisme (PLU) du fait de l’absence de projet abouti et surtout d’équipements et de réseaux (eau  potable notamment, mais avec projet d'un nouveau forage).
Le Projet d'Aménagement et de Développement Durable (PADD) émet toutefois l’idée de développer, dans le futur, un projet à caractère touristique. Le PLU devra alors faire l’objet d’une procédure de modification / révision ou de mise en compatibilité avec ce futur projet traduit en Orientation d’Aménagement et de Programmation. Le classement en zone d’urbanisation future a de ce fait été abandonné car les terres ont une vocation agricole et / ou naturelle.

## Géologie et relief

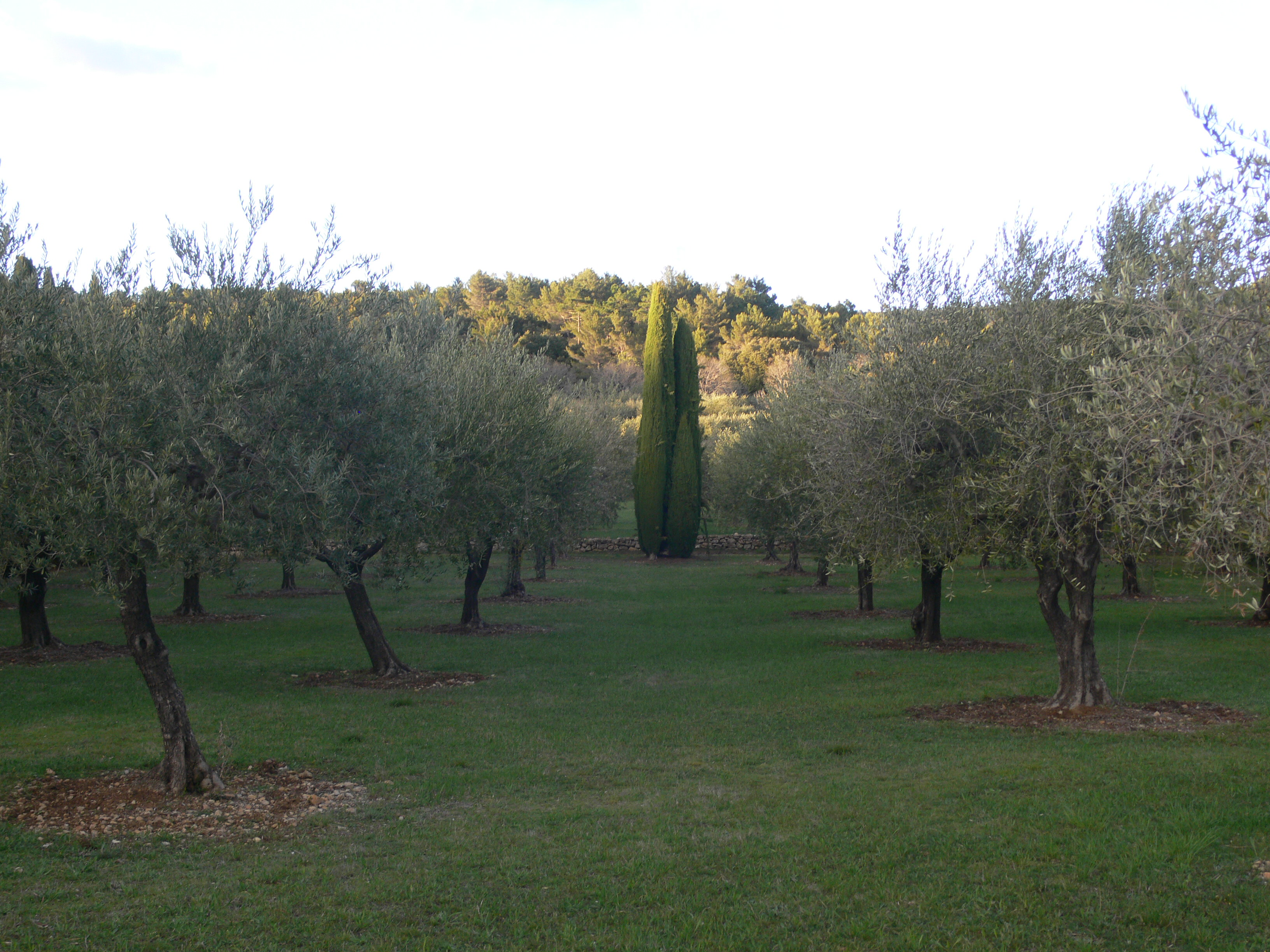
Des espaces arborés, parfois totalement reconstitués, dans un espace paysagé.

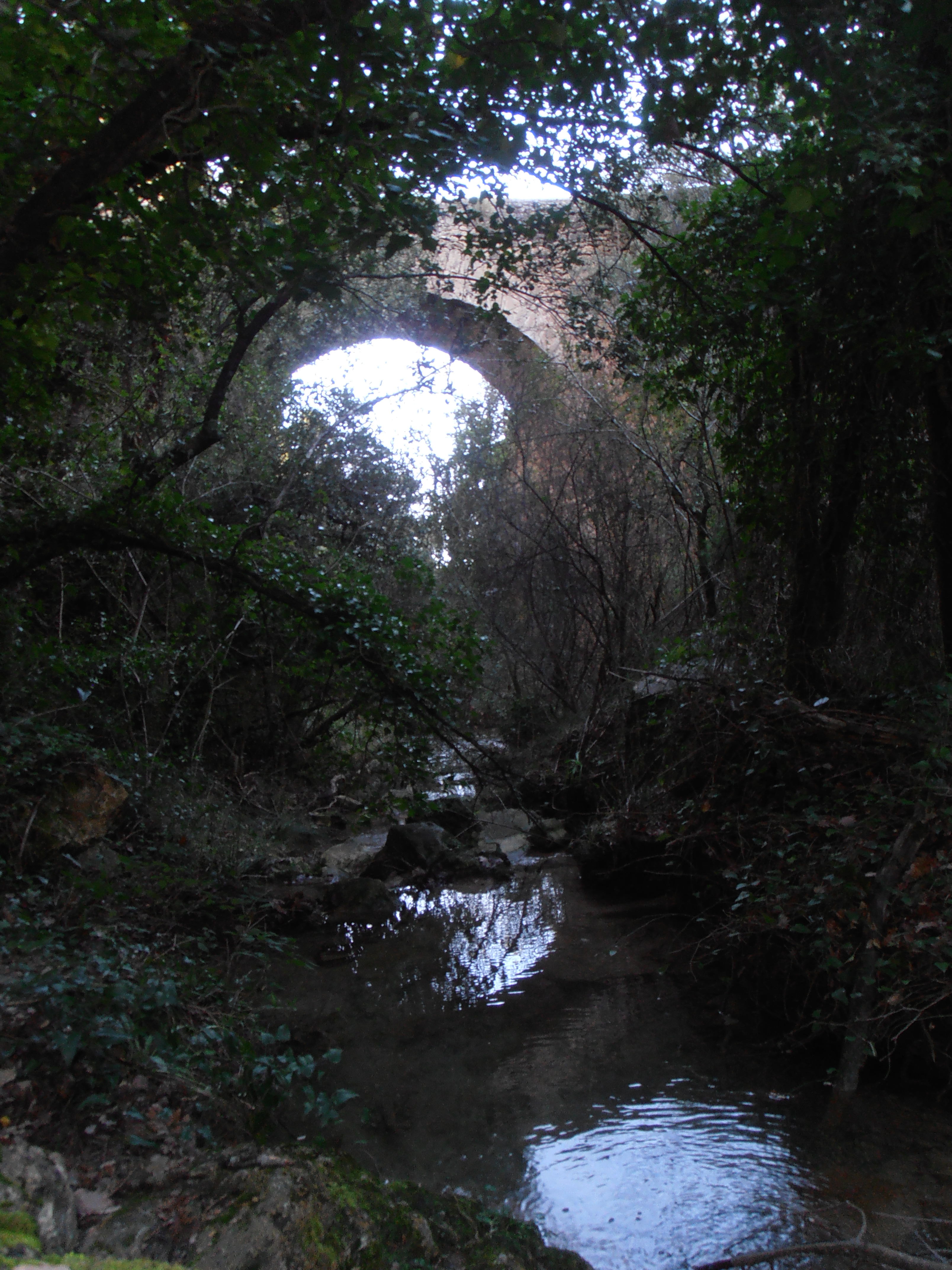
Pont roman et la rivière "Florièye" qui longe le site de l'ancienne abbaye cistercienne Sainte-Marie-de-Florièyes

L'ensemble bâti et paysager, dont les travaux se sont échelonnés de 1960 à 1980, se trouve à une altitude moyenne de 600 m et s'étend sur près de 300 hectares.
Le domaine est composé de parcelles agricoles (vignes, oliviers en restanques, amandiers, lavandin)... et de vastes espaces paysagés (forêts et végétation libre, chênes verts, pin blanc de Provence ou pins d'Alep et pin sylvestre).

## Hydrographie et les eaux souterraines
- La rivière Florieye[12],[13]. À deux kilomètres à l’est du village de Tourtour naît la Florieye au lieu-dit Fonfiguière. Elle prend sa source à Saint-Pierre de Tourtour, Saint-Pierre et Fonfiguière : 
  - Cette rivière passe sous un pont médiéval près des ruines de l’abbaye de Florièye sur la commune de Tourtour et conflue vers l’Argens 26 km plus loin sous le domaine de Saint-Martin de taradeau.

Une étude géologique et hydrogéologique du Domaine des Treilles a été réalisée par le Bureau de recherches géologiques et minières (BRGM) en 1974.
Le Schéma directeur de gestion des eaux pluviales (SDGEP) de la commune de Flayosc fournit par ailleurs de précieuses informations sur l'hydrologie du secteur de Florièyes.
Des recherches d’une nouvelle ressource en eau par forage ont par ailleurs été réalisées par Mr Tennevin Guillaume, Géologue, Hydrogéologue.

## La fondation des Treilles
La Fondation des Treilles abrite la collection d’art du XXe siècle formée par Anne Gruner Schlumberger, mécène passionnée par l’œuvre de Victor Brauner, Max Ernst et Takis.

## Historique
Afin d'accueillir et héberger les hôtes de la Fondation, Anne Gruner Schlumberger (1905-1993), fille aînée de Conrad Schlumberger, a entrepris, entre 1960 et 1980, de rénover et aménager, sous la direction de l’architecte Pierre Barbe et du paysagiste Henri Fisch, le domaine des Treilles, de 300 hectares qui donnera par la suite son nom à la fondation avec ses bâtiments et des structures dans un style provençal parfaitement intégré à l'environnement naturel.

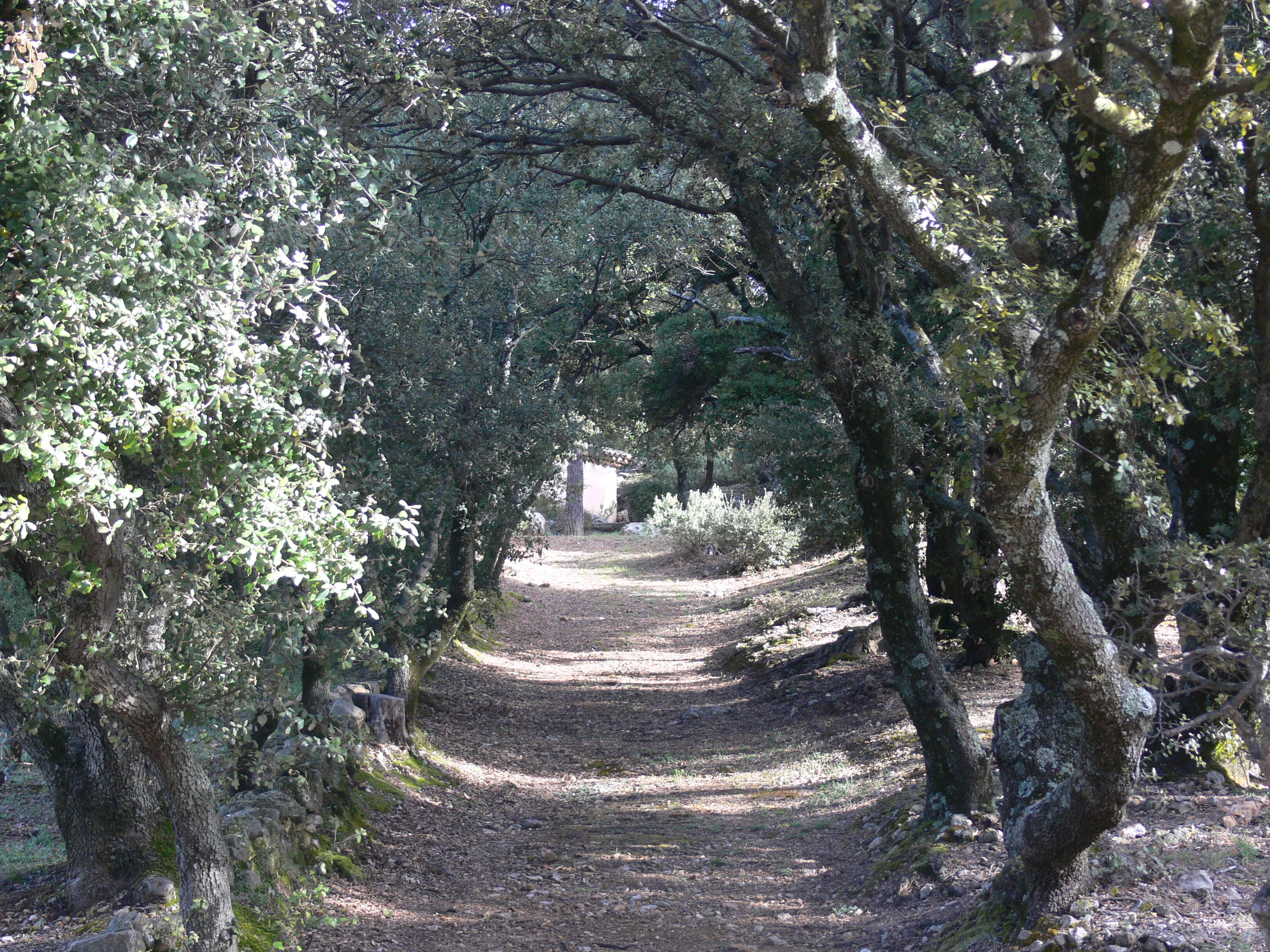
Des bâtiments et structures dans un style provençal parfaitement intégré à l'environnement naturel.

Elle entendait ainsi « offrir un lieu de rencontres où créateurs et chercheurs se retrouvent » avec l’œuvre des générations précédentes de sa famille.
Après l'acquisition des premières maisons en 1960 elle a demandé à Pierre Barbe de les restaurer. De 1960 à 1963 sont ainsi restaurées : la maison du hangar (aujourd'hui bureaux administratifs et hangar des véhicules incendie), celle du gardien et la maison Gisclard.
Le grand mas du domaine se trouvait alors en ruine : il est reconstruit de 1965 à 1968 sous le nom de « grande maison » et abrite une bibliothèque. Trois autres maisons sont reconstruites : Moussu, l'Ammonite, la Maison des enfants et des jeux (plus tard, la « Petite Maison »).
Entre 1968 et 1970 est construite Barjeantane, qui abrite aujourd'hui le « Centre Jean Schlumberger ».
Les trois dernières maisons dessinées par Pierre Barbe sont édifiées de 1978 à 1981 : la maison de Fonction, la maison d'Amis et l'Atelier.
C'est Yves Nioré qui reprend le flambeau en construisant la maison des Chênes et le Pertus (1982 - 1985) ainsi que Chouchanik Seferian qui construit les maisons de l'Informatique (désormais maisons des Sondes en raison de l'installation en 1986 du jardin des Sondes de Vassilakis Panayotis Takis) et de Lou Pra (conçue par l’architecte Patrick Vallet).
La propriétaire commande à des artistes des sculptures qui concourent à cette œuvre totale. Ont ainsi travaillé Max Ernst, Henri Laurens, François-Xavier Lalanne, Vassilakis Takis,, etc.
Certaines parties du domaine sont inscrites sur l'inventaire supplémentaire des monuments historiques.

### Le site d'Arquinaut

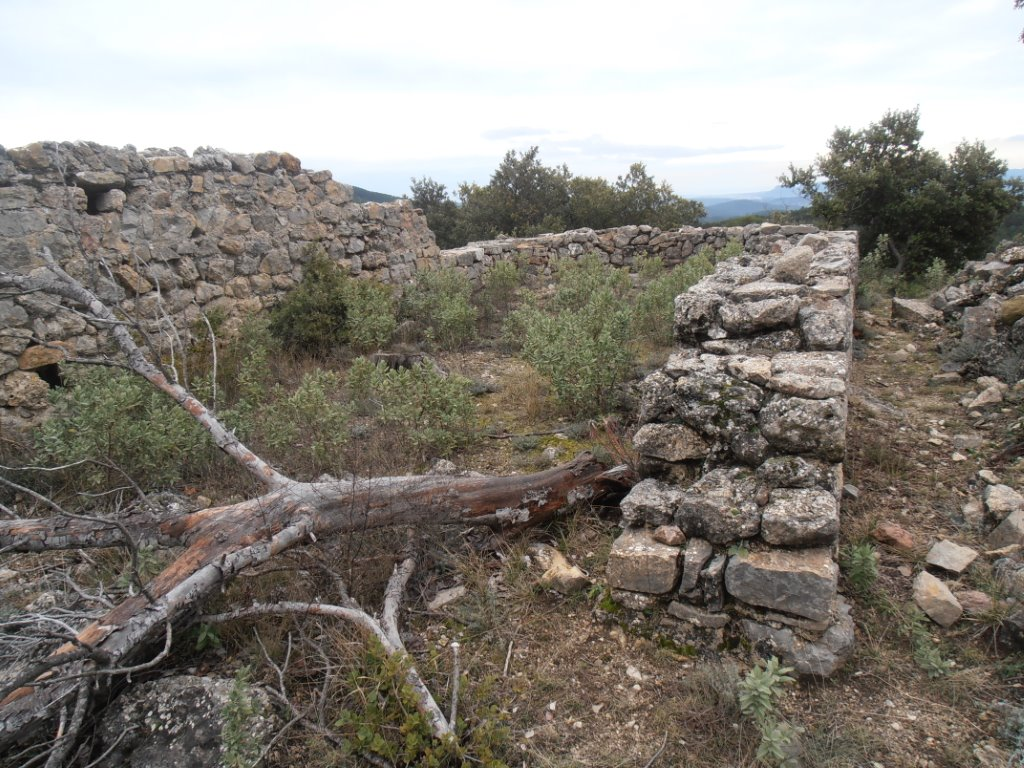
Site Arquinaut, vestiges du castrum d'Arquinaud - Intérieur de l'église Sainte Croix

Les recherches effectuées par Guy Désirat ont mis en évidence une occupation suivie qui va de l'époque protohistorique : Âge du Bronze final, premier Âge du Fer, gallo romaine et médiévale
Les sites, dégagés lors des fouilles de juillet 1978 qui ont suivi les prospections archéologiques d'André Taxil, ont d'ailleurs recélé des vestiges et des habitats témoins des diverses occupations humaines qui ajoutent une valeur historique, documentaire et archéologique à la qualité exceptionnelle de l'ensemble architectural paysager et artistique.
Le dégagement du site archéologique de Calamantran a mis en évidence les occupations humaines successives de ce lieu. Arquinaut est matérialisé par l’oppidum de Calamantran, l’habitat médiéval ayant succédé à celui de l’âge du Fer.
Selon le Service régional de l'inventaire, la première abbaye cistercienne aurait peut-être été fondée sur le territoire d'Arquinaut. Au XIXe siècle, la chapelle Notre-Dame-de-Florièye était parfois appelée "Notre Dame d'Arquinaut", peut-être en référence au site situé sur la colline de Calamantran au sein du Domaine des Treilles,,.